# لقاح المكورة الرئوية المتعدد السكاريد
لقاح المكورة الرئوية المتعدد السكاريد (بالإنجليزية: Pneumococcal polysaccharide vaccine)‏ ومختصره (PPSV) هو أول لقاح للمكورة الرئوية وأول لقاح مشتق من متعدد سكاريد محفظي، وله أهمية تاريخية، ويستخدم في البالغين المعرضين لخطورة عالية.
اكتشف عام 1945، لكنه لم يشتهر بسبب اكتشاف البنسلين. وفي عقد السبعينات، أنتج روبرت أوستريان نسخة المكافئ 14 (14-valent PPSV) من اللقاح. وفي عام 1983، أنتجت نسخة المكافئ 23 من اللقاح المعروفة باسم نيموفاكس 23 (Pneumovax 23) ومختصرها (PPV-23). وفي شباط 2000، رخص استخدام لقاح مكافئ كبدي متقارن ببروتين (protein conjugate heptavalent vaccine) ومختصره (PCV7).